# Monnaie d'invasion japonaise
La monnaie d'invasion japonaise, officiellement connue sous le nom de billets de la Banque de développement du Sud (en japonais : 大東亜戦争軍票, Dai Tō-A Sensō gunpyō, à savoir littéralement « billets militaires de guerre de l'Asie orientale du Sud »), désigne la monnaie émise par les autorités militaires japonaises en remplacement de la monnaie locale après la conquête de colonies et autres États durant la Seconde Guerre mondiale. 
Le yen militaire japonais a été utilisé par le Japon pour la première fois entre 1894 et 1918, durant la première guerre sino-japonaise, puis la guerre russo-japonaise, et durant l'intervention en Sibérie.
En février 1942 au Japon, des lois sont adoptées afin d'établir la Banque financière de guerre et la Banque de développement du Sud. Ces deux institutions émettent des obligations pour amasser des ressources. Les premiers fonds sont prêtés principalement aux industries militaires, mais aussi à d'autres secteurs plus diversifiés tels que les générateurs hydroélectriques, les compagnies électriques, les chantiers navals et l'industrie pétrolière. Les fonds qui suivent fournissent des services financiers dans les zones occupées par l'armée japonaise, et les billets de la banque de développement du Sud sont en fait utilisés de facto comme monnaie militaire. En décembre 1942, le solde impayé de la banque de développement du Sud s'élève à plus de 470 millions de yen et en mars 1945 à plus de 13 milliards.

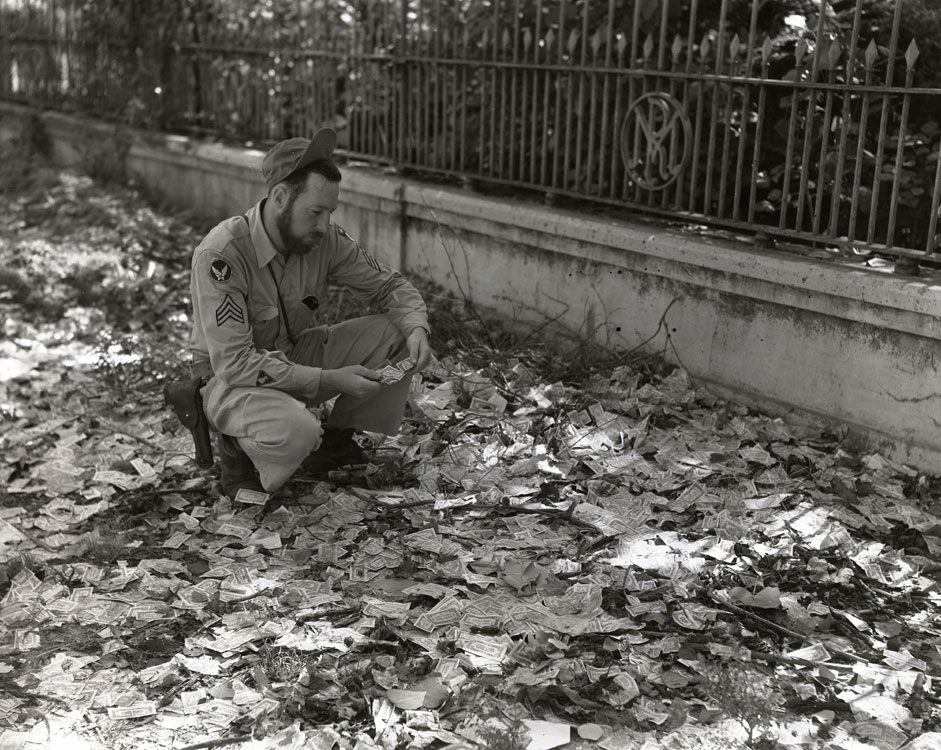
Rue de Rangoon envahie de billets démonétisés, 1945.

En août 1940, le ministre japonais des Affaires étrangères Yōsuke Matsuoka présente le projet de sphère de coprospérité de la grande Asie orientale. Le Japon l'envisage comme un bloc autarcique de nations asiatiques menées par les Japonais et libérées des puissances occidentales, l'« Asie pour les Asiatiques ». Après l'occupation de plusieurs pays asiatiques, le Japon met en place de nouveaux gouvernements dont les chefs locaux proclament leur indépendance des puissances occidentales.
Dès la conquête des Philippines, l'armée japonaise confisque toute la monnaie physique, aussi bien au niveau des administrations qu'individuel, et la remplace par des billets imprimés sur place et portant l'inscription d'usage militaire. Tous les nouveaux billets présentent le nom de l'émetteur, le « gouvernement japonais », tandis que certains portent la « promesse de payer le porteur sur demande ». Surnommée « monnaie Mickey Mouse » par les Philippins,, elle perd sa valeur après la capitulation du Japon ; des tonnes de billets sont brûlées, les troupes japonaises ayant reçu l'ordre de détruire ces billets de banque et toute autre monnaie sur place avant la capitulation inévitable.
À la fin de la guerre, la sphère de coprospérité où l'invasion monétaire avait eu lieu comprend les Philippines, la Birmanie, la Malaisie, Bornéo du Nord et le Sarawak, Singapour, Brunei, les Indes orientales néerlandaises (actuelle Indonésie) et d'autres zones en Océanie (Nouvelle-Guinée, îles Salomon et îles Gilbert).

## Aux Philippines

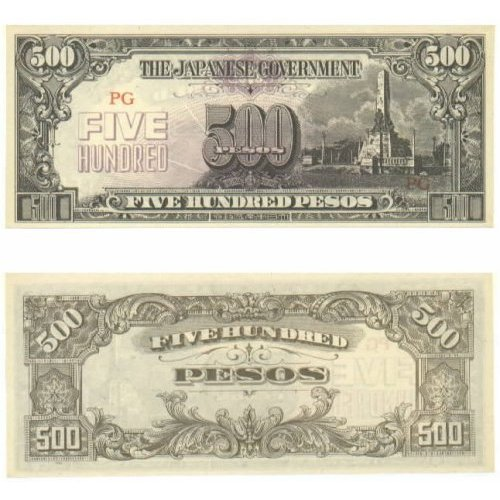
Monnaie d'invasion japonaise - 500 pesos philippins.

Le 10 décembre 1941, les troupes japonaises débarquent sur Luzon. Les Japonais envahissent la capitale Manille le 2 janvier 1942 et saisissent plus de 20,5 millions en dollar américain et en monnaie locale et un montant inconnu de monnaie étrangère et de métal précieux. Les Japonais utilisent cette monnaie liquide pour acheter des matières premières, du riz et des armes pour approvisionner et nourrir leur machine de guerre. Très vite, les Japonais émettent plusieurs séries de monnaie fiduciaire. La première série de 1942 consiste en divisions de 1, 5, 10 et 50 centavos et 1, 5, et 10 pesos. L'année suivante sont émis des « billets de remplacement » de 1, 5 et 10 pesos, et en 1944 un billet de 100 pesos puis un billet de 500 pesos inflationniste. Vers la fin de la guerre en 1945, les Japonais émettent un billet de 1 000 pesos. Les plaques d'impression de ce billet sont achevées à Manille peu de temps avant l'entrée des troupes américaines dans la ville le 3 février 1945, et les Japonais impriment le billet de 1 000 pesos pendant qu'ils se retirent de Manille pour se replier à Baguio. Sur la défensive et à court de ressources, ils diluent l'encre de l'impression avec le fluide duplicateur pour augmenter le tirage.

## En Malaya, Bornéo du Nord, Sarawak et Brunei
Les Japonais commencent l'attaque de la Malaisie britannique le même jour que celle de Pearl Harbor. Ils entrent dans le pays par le Nord, la base fortifiée de Singapour tombe le 15 février 1942 et l'occupation durera jusqu'en août 1945. La monnaie malaisienne est en dollars (dollars des détroits et dollars malais). En 1942, les Japonais émettent des billets de 1, 5, 10 et 50 centimes et de 1, 5 et 10 dollars. Ces derniers portent initialement un numéro de série, qui sera retiré plus tard. En 1944, l'inflation mène à l'émission d'un billet de 100 dollars. En 1945, un billet de remplacement de 100 dollars apparait ainsi qu'un autre de 1 000 dollars, tandis qu'une spirale hyperinflationniste s'amorce. Les séries de billets de 1942, comme ceux de 50 centimes et de 1, 5, 10 dollars, et le billet de 100 dollars de 1944/45 présentent tous l'inscription : [Le gouvernement japonais] « promet de payer le porteur sur demande », comme les billets britanniques. Le billet de remplacement de 100 dollars de 1944 ne présente cependant plus cette mention : les billets avaient donc cours forcé.

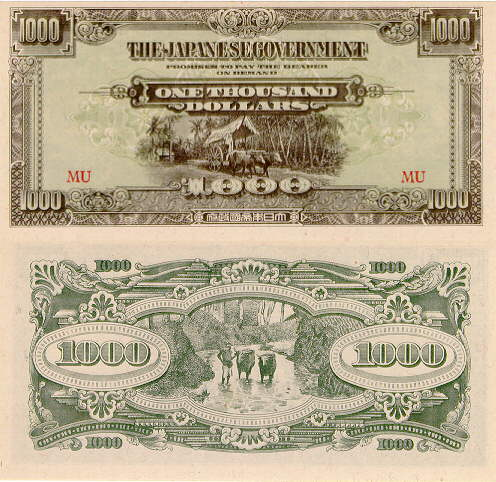
Monnaie d'invasion japonaise émise en Malaya.

Puisque les métaux étaient nécessaires à la guerre, les Japonais n'émettent aucune pièce de monnaie durant leur occupation. La monnaie d'invasion, ne comprenant que des divisions de moins d'un dollar, n'existe qu'en papier. Cependant, l'actuel musée de la Monnaie de la banque Negara Malaysia à Kuala Lumpur expose une pièce de monnaie de 20 centimes en aluminium avec le nom de « Malaysia » (Malaisie) gravé, et la date 2602, année du calendrier japonais pour 1942. Gravé sur le verso se trouve le symbole traditionnel japonais d'un rayon de soleil avec des fleurs de cerisiers, et la mention « 20 cents » en haut.
Le nom Malaysia est utilisé sur une pièce modèle au type de 1942, pourtant le nom du pays ne sera changé officiellement de « Malaya » en « Malaysia » que le 16 septembre 1963. Cependant, ce nom était déjà utilisé depuis le XIXe siècle, et le ministère des Finances d'Osaka a confirmé que la pièce modèle a été frappée à la Monnaie d'Osaka et que le nom « Malaysia » était le nom japonais pour la région à l'époque.

## Birmanie
Les Japonais envahissent la Birmanie en janvier 1942 et prennent le contrôle de Mandalay le 21 mai 1942, forçant les Britanniques à se replier en Inde. Les Japonais tiendront la Birmanie jusqu'à la campagne de Birmanie 1944-1945 bien que la reddition officielle n'ait été présentée qu'en août 1945. 
En 1942, les Japonais émettent des billets de 1, 5 et 10 centimes et ¼, ½, 1, 5 et 10 roupies.
En 1943, les Japonais commuent la peine du Dr Ba Maw, fervent défenseur de l'indépendance birmane, et installent celui-ci à la tête du gouvernement fantoche de l'État de Birmanie. En 1943, les Japonais émettent des billets de 1, 5 et 10 roupies et de 100 roupies en 1944.  Les caractères japonais inscrits sur ces billets indiquent : « Gouvernement du grand Japon impérial », en plus du symbole du ministère japonais du Trésor.

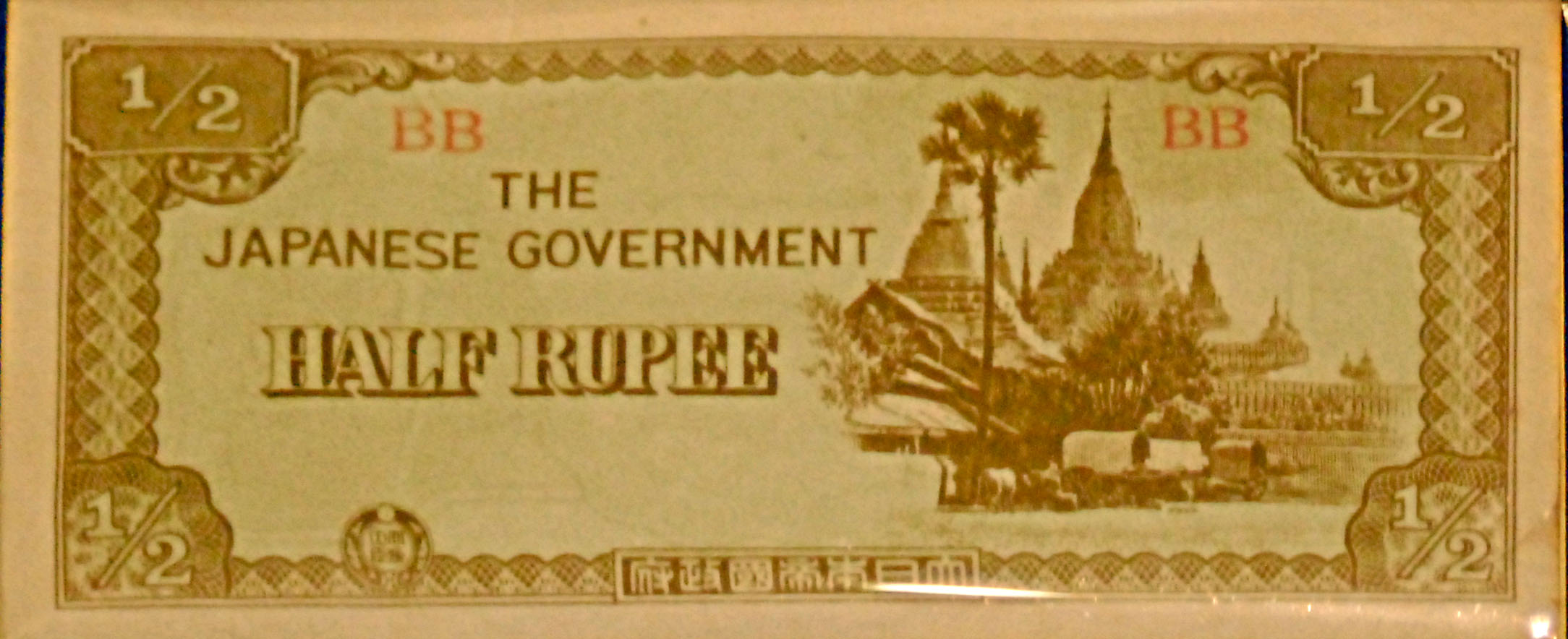
1/2 roupie, monnaie d'invasion japonaise - Birmanie.

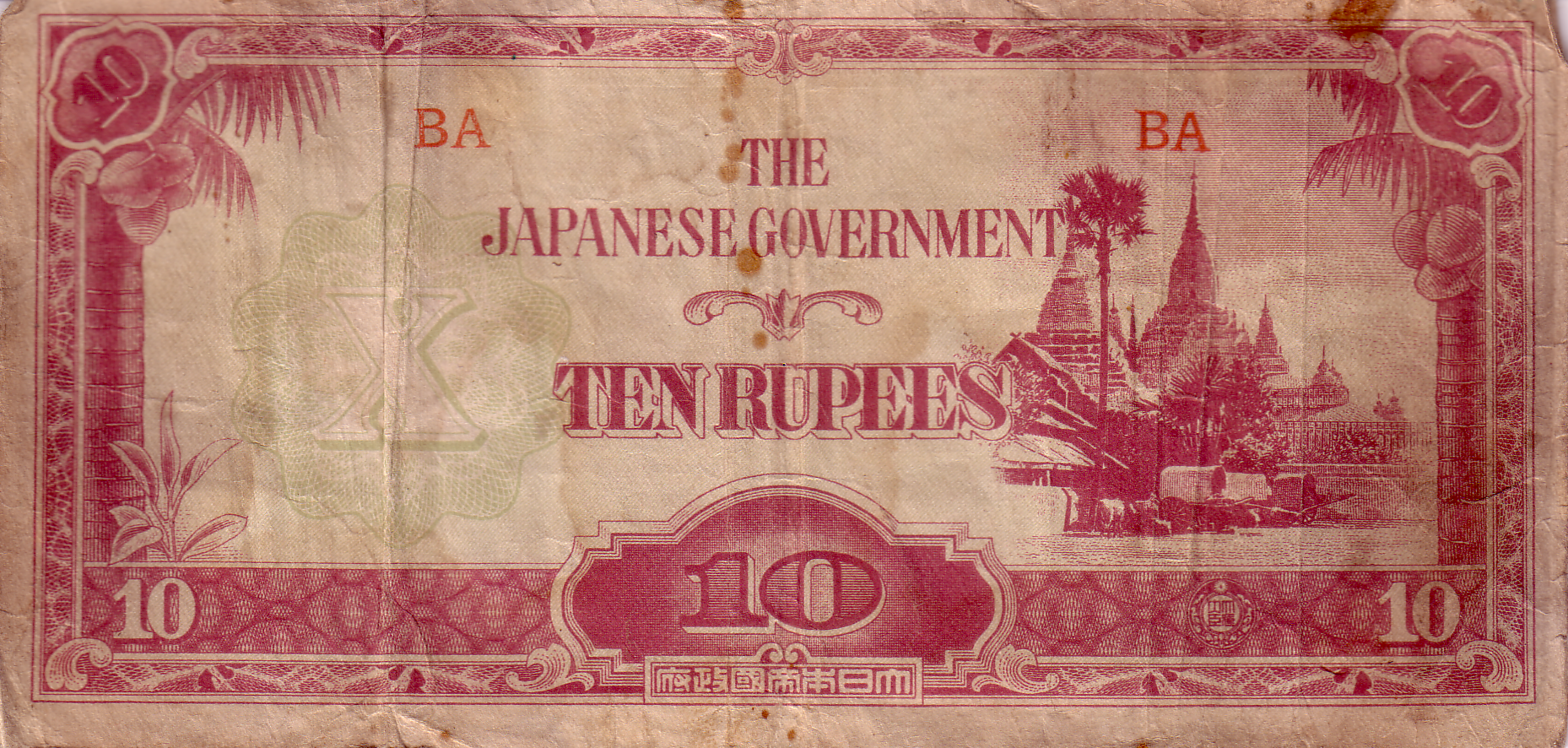
10 roupies, monnaie d'invasion japonaise - Birmanie.

## Aux Indes orientales néerlandaises

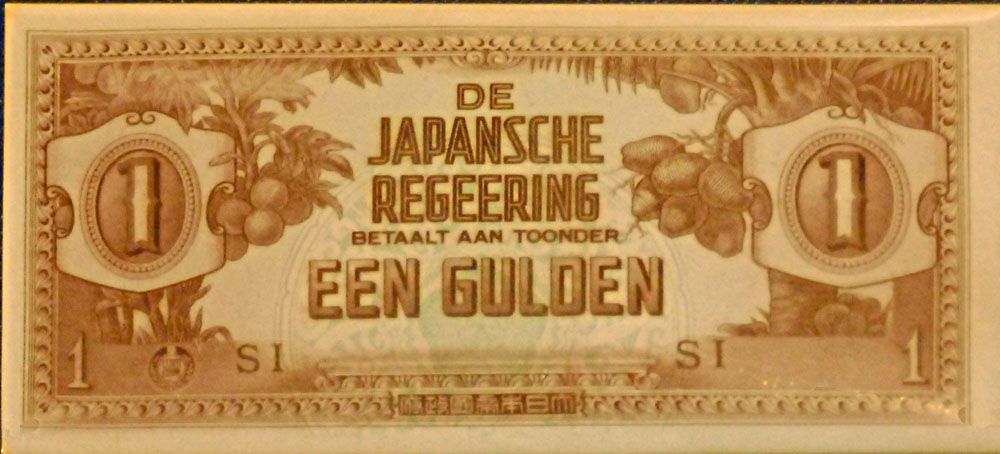
Monnaie d'invasion japonaise - 1 florin.

Après la prise de Singapour en février 1942, les Japonais attaquent les Indes orientales néerlandaises qui tombent le 9 mars 1942 et restent sous contrôle japonais jusqu'à la reddition d'août 1945. En 1942, les Japonais émettent des billets de 1, 5 et 10 centimes et ½, 1, 5 et 10 florins. Ce qui rend ces billets uniques, est qu'ils portent uniquement des inscriptions en néerlandais. Les valeurs sont Een (1), Vijf (5) et Tien (10) centimes et florins. Tous ces billets portent la mention : De Japansche Regeering betaalt aan toonder ou « Le gouvernement japonais promet de payer le porteur sur demande ». Des divisions de 100 et 1 000 roepiahs sont émises en 1944, avec la mention en indonésien Pemerintah Dai Nippon (« Gouvernement japonais »). Une série supplémentaire, avec des divisions de 1/2, 1, 5, 10 et 100 roepiahs, apparait en 1944 avec la mention en japonais Dai Nippon teikoku seiku (« Gouvernement impérial japonais »).

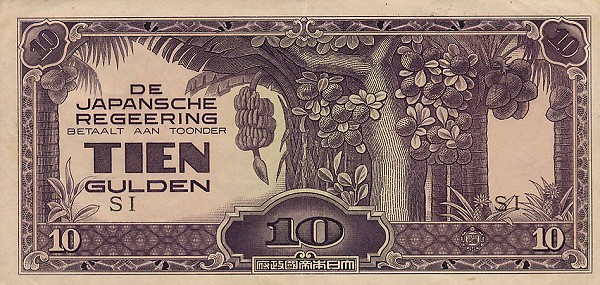
Monnaie d'invasion japonaise - 10 florins.

## Océanie

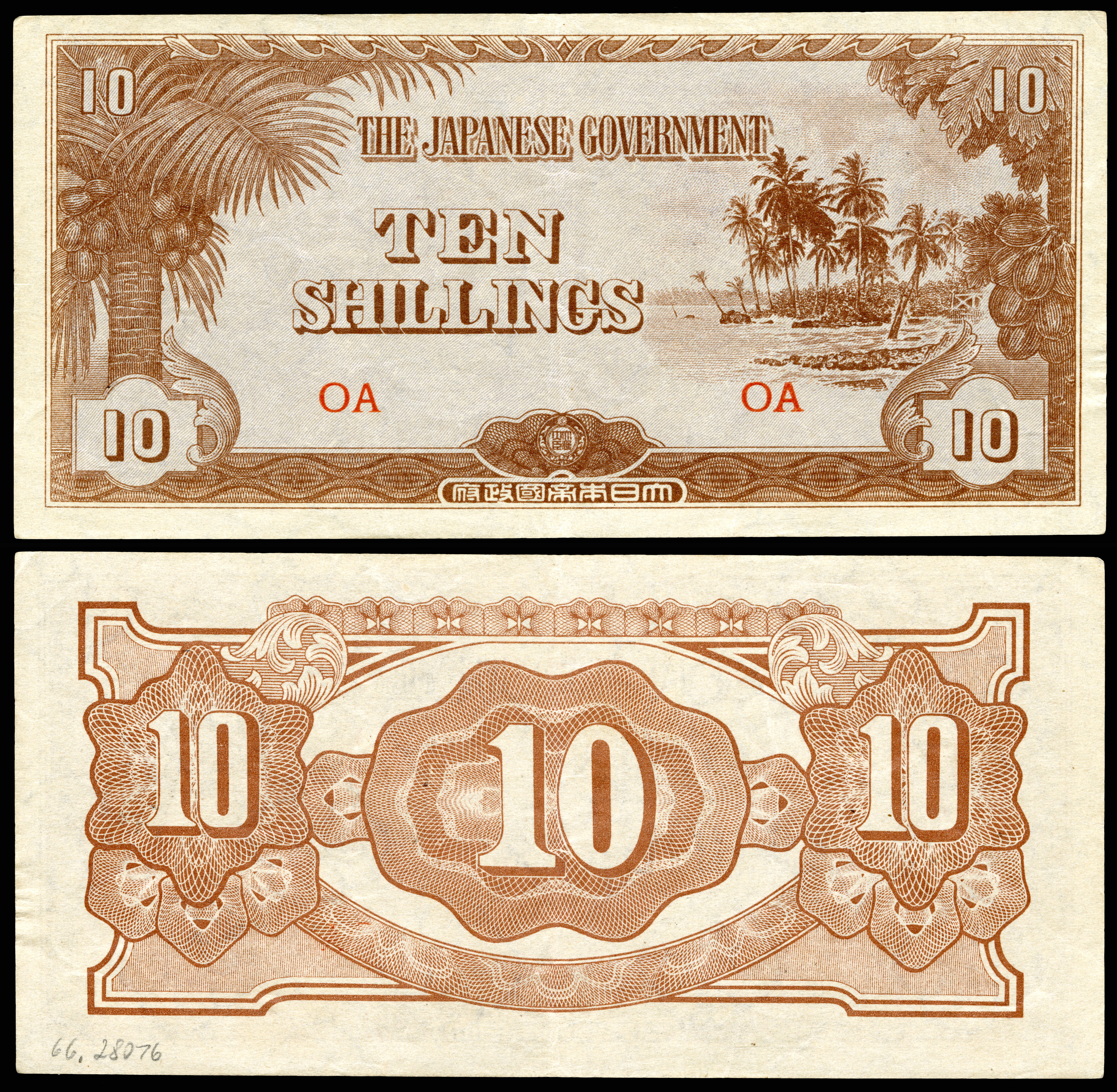
Monnaie d'invasion japonaise - 10 shillings.

L'Océanie occupée comprend la Nouvelle-Guinée britannique, les îles Salomon et Gilbert et d'autres avant-postes insulaires. Ces îles sont conquises afin d'assurer la sécurité de celles de la sphère de coprospérité. En 1942, les Japonais y émettent la livre océanienne, dont un billet de ½ shilling qui est parfois faussement interprété comme ayant été imprimé en préparation d'une invasion de l'Australie, mais aucune opération de ce genre ne fut jamais envisagée (voir Projet d'invasion japonaise de l'Australie durant la Seconde Guerre mondiale).

## Billets de propagande
La propagande américaine émit un faux billet de 5 roupies pour la Birmanie de 1942 à 1944. Le billet original était violet foncé avec un fond jaune. Le verso présentait deux messages de propagande écrits en Jingpho (langue de la tribu Kachin) qui disaient : « Le gouvernement militaire japonais commande à ses troupes en Birmanie de garder les directives suivantes secrètes. Le gouvernement militaire émet des billets de banque pour votre usage [aux Japonais] en Birmanie. Dépenser autant que vous le voulez en nourriture et autres achats mais ne dites pas au peuple (Kachin) le secret de cette monnaie. Kachin ! Les Japonais fabriquent ces billets sans valeur pour votre usage. Il est facile d'obtenir ces billets mais beaucoup plus difficile d'acheter de la nourriture ou autres choses. Évitez ces billets ou vous serez trompés ».

## Contrefaçon
Les États-Unis émirent des billets contrefaits pour tenter de déstabiliser l'économie locale, et ainsi démoraliser les Japonais et alimenter des guérillas anti-japonaises. Le général MacArthur demanda à l'Office of Strategic Services (OSS) de reproduire la monnaie japonaise des Philippines pour un éventuel retour. Par chance, un stock de papier fabriqué à partir de plantes endémiques du Japon fut découvert aux États-Unis. Lorsque ce stock fut épuisé, l'opération de contrefaçon fut transférée en Australie. En 1943, MacArthur demanda et reçut les billets contrefaits suivants : cinq millions de billets de 10 pesos, trois millions de 5 pesos, 1,5 million de 1 pesos et 500 000 de 50 centavos.
D'autres contrefaçons de la monnaie d'invasion japonaise furent produites par la banque du Commonwealth d'Australie. Une correspondance découverte entre la banque et la commission des Indes néerlandaises datant du 5 octobre 1942 montre une demande d'environ 70 000 billets contrefaits de différentes valeurs. Une autre lettre trois mois plus tard demande encore 70 000 billets contrefaits  car le précédent envoi « avait prouvé son efficacité » et était épuisé.

## Postérité

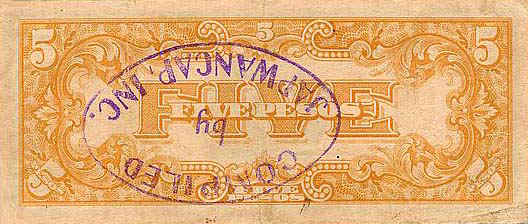
Monnaie d'invasion japonaise avec la sur-impression JAPWANCAP.

Après la Seconde Guerre mondiale, et la reddition du Japon, l'ensemble de ces émissions est déclaré unilatéralement sans valeur par le Gouvernement japonais. Suivant le traité de San Francisco signé en 1951, aucune compensation n'est prévue dans ce cas spécifique, celui de la monnaie fiduciaire émise par une autorité invasive.
Face à ce scandale, l'Association de réclamation concernant les billets de guerre japonais des Philippines (The Japanese War Notes Claimants Association of the Philippines, Inc., JAPWANCAP) est fondée le 8 janvier 1953. Son but est de faire pression sur les gouvernements philippin et américain pour qu'ils rachètent et versent en contrepartie une fraction de la valeur des billets militaires japonais des Philippines aux détenteurs. L'association possède des billets, délivre des certificats de membre, des cartes d'identité officielles[Quoi ?] et des livrets de dépôts. Ces certificats sont payants. La législation philippine n'a jamais poursuivi cette association. En 1967, la JAPWANCAP poursuit en justice le gouvernement américain mais perd. Les batailles judiciaires contre le Japon faisaient rage jusqu'à récemment[Quand ?] où l'affaire atteint les plus hauts tribunaux du Japon. Aujourd'hui, aucune personne en possession de monnaie d'invasion japonaise sans valeur n'a obtenu de compensation. En vertu du traité de San Francisco signé en septembre 1951, le Japon ne peut faire de restitution qu'à un niveau étatique et non individuel. D'importants stocks de monnaie existent encore et les billets sont vendus à bas prix à des collectionneurs.
D'autres initiatives prennent place dans les anciens territoires occupés au cours des décennies suivantes.